# Крейсер «Варяг» (фильм)
«Крейсер „Варяг“» — советский исторический фильм режиссёра Виктора Эйсымонта, вышедший в прокат в 1946 году; посвящён подвигу знаменитого крейсера «Варяг», действие фильма происходит в 1904 году.

## Сюжет
27 января (9 февраля) 1904 года командование японской эскадры, подошедшей к нейтральному корейскому порту Чемульпо, предлагает русским кораблям — крейсеру «Варяг» и канонерской лодке «Кореец» — покинуть порт. Русские моряки, не получив поддержки у командиров кораблей иностранных держав, решают выйти в открытое море и дать бой японской эскадре.

## В ролях
| Актёр                | Роль                                                |
| -------------------- | --------------------------------------------------- |
| Борис Ливанов        | командир крейсера Всеволод Руднев                   |
| Александр Зражевский | командир канонерской лодки «Кореец» Григорий Беляев |
| Василий Бокарев      | старший офицер                                      |
| Николай Бубнов       | отец Паисий                                         |
| Георгий Георгиу      | французский офицер                                  |
| Всеволод Ларионов    | мичман Дорофеев                                     |
| Надир Малишевский    | мичман Мусатов                                      |
| Ростислав Плятт      | командир английского крейсера                       |
| Лев Потёмкин         | корейский почтовый чиновник                         |
| Михаил Садовский     | мичман Муромский                                    |
| Семен Свашенко       | сигнальщик                                          |
| Александр Смирнов    | офицер флота                                        |
| Лев Свердлин         | японский консул                                     |
| Александр Тимонтаев  | матрос                                              |
| Владимир Уральский   | боцман                                              |
| Юлия Цай             | Маруся                                              |
| Сергей Ценин         | командир французского крейсера                      |
| Николай Чаплыгин     | старший лейтенант Бобылев                           |
| Владимир Уан-Зо-Ли   | Адмирал Уриу Сотокити                               |

## Съёмочная группа
- Автор сценария: Гребнер, Георгий Эдуардович
- Режиссёр: Эйсымонт, Виктор Владиславович
- Оператор: Монастырский, Борис Савельевич
- Художник: Мандель, Семён Соломонович
- Композитор: Крюков, Николай Николаевич

## Видео
В 2000-х годах фильм выпущен на видеокассетах дистрибьютором «Мастер Тэйп» и на DVD дистрибьютором «Ретро-Клуб».